# Pirané (Formosa)
Pirané is een plaats in het Argentijnse bestuurlijke gebied Pirané in de provincie Formosa. De plaats telt 19.124 inwoners.